# Alejandro Lagos Rivera
Alejandro Lagos Rivera (Santiago, 26 de marzo de 1894-Punta Arenas, 19??) fue un abogado, profesor y político chileno, miembro del Partido Radical (PR). Se desempeñó como ministro de Estado de su país, durante el gobierno del presidente Gabriel González Videla.

## Familia y estudios
Nació en Santiago de Chile el 26 de marzo de 1894, hijo de Mauricio Lagos Letelier y Mercedes Rivera Valenzuela. Realizó sus estudios primarios y secundarios en el Internado Nacional Barros Arana. Continuó los superiores en la Facultad de Derecho de la Universidad de Chile, titulándose como abogado en 1919, con la tesis Procede de oficio la declaración del concurso de acreedores, en el caso del n° 2 del artículo 690 del Código de Procedimiento Civil.

## Carrera profesional
Inició su actividad profesional como oficial de partes del Servicio Judicial de la Empresa de los Ferrocarriles del Estado (EFE). Luego, desde 1920 hasta 1927, ejerció como secretario de la gobernación provincial de Magallanes. De forma paralela, entre 1923 y 1928, fue profesor de educación cívica en el Liceo de Niñas de esa ciudad.
También, actuó como abogado de las siguientes instituciones: Sociedad Menéndez Behety; Compañía Chilena Naval Interoceánica; Sociedad Rural de Chile; y Sociedad Cinematográfica y Teatral de Punta Arenas. Por otro lado, colaboró con la prensa de esa comuna, y fue vicepresidente del Club de Magallanes, director del Club Hípico de Santiago y de la Sociedad Valle de Chacabuco.

## Carrera política
Militó en el Partido Radical (PR), colectividad de la cual fungió como primer vicepresidente y fundador de la Asamblea Radical de Punta Arenas. Con ocasión de la administración del presidente Juan Antonio Ríos, también radical, el 2 de abril de 1942, fue nombrado como intendente de Magallanes, cargo en el que sirvió hasta el 7 de junio de 1943, cuando fue nombrado como titular del Ministerio de Tierras y Colonización, dejando el puesto el 1 de septiembre del mismo año.